# Lasioglossum coeruleodorsatum
Lasioglossum coeruleodorsatum is een vliesvleugelig insect uit de familie Halictidae. De wetenschappelijke naam van de soort is voor het eerst geldig gepubliceerd in 1911 door Strand.